# Nemesio
Nemesio, también llamada Noria Nemesio, es una localidad peruana ubicada en el distrito de La Matanza, perteneciente a la provincia de Morropón del departamento de Piura, al norte del Perú. 

## Ubicación
Nemesio se ubica al oeste de la provincia de Morropón, en el distrito de La Matanza, en el departamento de Piura.

## Demografía
En 2017 Nemesio tenía una población de 17 habitantes.
| Gráfica de evolución demográfica de Nemesio entre 1993 y 2017 |
|                                                               |
| Fuentes: Población 1993 y 2017                                |